# مالویدین
مالویدین (به انگلیسی: Malvidin) با فرمول شیمیایی C۱۷H۱۵O۷+ یک ترکیب شیمیایی با شناسه پاب‌کم ۱۵۹۲۸۷ است. که جرم مولی آن ۳۳۱٫۲۹۶۸ g/mol می‌باشد.